# أغسطس توماس
أغسطس توماس (بالإنجليزية: Augustus Thomas)‏ هو محرر ومنتج أفلام وكاتب سيناريو وصحفي ومخرج أمريكي، ولد في 8 يناير 1857 في سانت لويس في الولايات المتحدة، وتوفي في 12 أغسطس 1934 في ناياك في الولايات المتحدة.

## وصلات خارجية
- أغسطس توماس على موقع IMDb (الإنجليزية)
- أغسطس توماس على موقع الموسوعة البريطانية (الإنجليزية)
- أغسطس توماس على موقع أول موفي (الإنجليزية)
- أغسطس توماس على موقع قاعدة بيانات برودواي على الإنترنت (الإنجليزية)
- أغسطس توماس على موقع قاعدة بيانات الفيلم (الإنجليزية)
- أغسطس توماس على موقع كينوبويسك (الروسية)